# Bodaibó
Bodaibó (en rus Бодайбо) és una ciutat de l'óblast d'Irkutsk, a Rússia.
Es troba a la vora del riu Vitim, a la seva confluència amb el riu Bodaibó, a 882 km al nord-est d'Irkutsk.
La vila es començà a construir a partir del 1961 per acollir el personal d'una fàbrica de paper i de cel·lulosa. Aconseguí l'estatus de ciutat el 1966.